# Uğur Tüfenk
Uğur Tüfenk (ur. 6 stycznia 1986) – turecki zapaśnik walczący w stylu klasycznym. Dwunasty na mistrzostwach Europy w latach 2007. Brązowy medalista igrzysk śródziemnomorskich w 2005. Wicemistrz śródziemnomorski w 2012. Trzeci na uniwersyteckich MŚ w 2006 i piąty w 2012 roku.